# 울프 (프로게이머)
울프(본명: 이재완, 1996년 9월 9일~)은 대한민국의 전직 리그 오브 레전드 프로게이머로 현역 시절 아이디는 Wolf이다. 현재는 치지직 스트리머로 활동하고 있다. 현역 시절 포지션은 서포터였으며 현재 과거 소속팀이었던 T1의 스트리머 겸 크리에이터로 활동 중이다.

## 선수 시절
2012 윈터 시즌 나진 화이트 실드에서 커리어를 시작했다.
2013년 6월, CTU에 입단했다.
2013년 10월, SK텔레콤 T1 S에 입단했다. SK텔레콤 S에서는 팀의 주전 서포터로 활약했다. 2015 시즌을 앞두고 형제팀이 합쳐지는 과정 속에서 SK텔레콤 T1 통합팀에 합류했다. 통합팀에서는 주전 서포터로 활동하면서 스프링 시즌과 서머 시즌 팀의 우승에 기여했다. 2015 시즌 롤드컵에서는 뱅과 함께 바텀 라인전을 터뜨리는 활약을 통해 팀의 롤드컵 우승에 기여했다.
2016 스프링 시즌 초반에는 살짝 부침이 있는 활약을 보여주었다. 하지만 포스트시즌에 들어오면서 탐 켄치를 활용하면서 좋은 모습을 다시 보여주면서 팀의 우승에 공헌했다. 롤드컵 2016에서는 안정적인 서포터의 모습을 보여주면서 팀의 2연속 우승에 기여했다.
2017 스프링 시즌 팀의 롤챔스 우승에 기여했다. 스프링 시즌 우승으로 참가한 2017 MSI에서는 놀라운 활약을 보여주며 팀의 2번째 MSI 우승을 이끌어냈다. 울프는 2017 MSI MVP를 수상했다. 2017 서머 시즌에서도 기세를 이어나갔으며 팀의 에이스로 활약했다. 리그 오브 레전드 월드 챔피언십 2017에서는 중간 중간 고전을 면치 못했으나 팀의 결승 진출에 기여했다. 하지만 결승전에서는 좋지 못한 폼을 보여주면서 준우승을 거두었다.
2018 시즌을 앞두고 에포트가 영입되면서 주전 경쟁을 하게 되었다. 2018년 1월 17일에 치러진 락스 타이거즈와의 경기에서는 정글 포지션으로 교체 투입되면서 경기를 치렀다. 이후 에포트와 번갈아서 출전하였지만 건강 문제와 더불어 떨어진 폼을 복구하지는 못했다.
2019 시즌 스토브 리그 기간 동안 SK텔레콤 T1에서 퇴단한 이후 터키 챔피언십 리그의 슈퍼매시브에 입단했다. 슈퍼매시브에서는 스프링과 서머 시즌 모두 준우승을 거두었다.
2019 시즌 종료 이후 슈퍼매시브에서 퇴단했다. 이후 프로 은퇴를 선언했다.

## 은퇴 이후
은퇴 이후 개인 방송을 시작했다. 리그 오브 레전드 월드 챔피언십 2019 기간 동안에는 개인방송으로 롤드컵 중계를 하기도 했다.
2020년 4월 13일, 친정팀인 T1의 공식 스트리머로 합류했다.

## 소속팀

2015 월드 챔피언십 대회 중 사진.

| # | 팀명             | 소속 기간               | 소속 리그 | 비고 |
| - | ---------------- | ----------------------- | --------- | ---- |
| 1 | 나진 화이트 실드 | 2012.11.22 ~ 2013.06.17 | LCK       |      |
| 2 | CTU              | 2013.06.17 ~ 2013.10.12 | LCK       |      |
| 3 | SK텔레콤 T1 S    | 2013.10.12 ~ 2018.11.20 | LCK       |      |
| 4 | 슈퍼매시브       | 2018.12.03 ~ 2019.11.26 | TCL       |      |

## 수상 내역

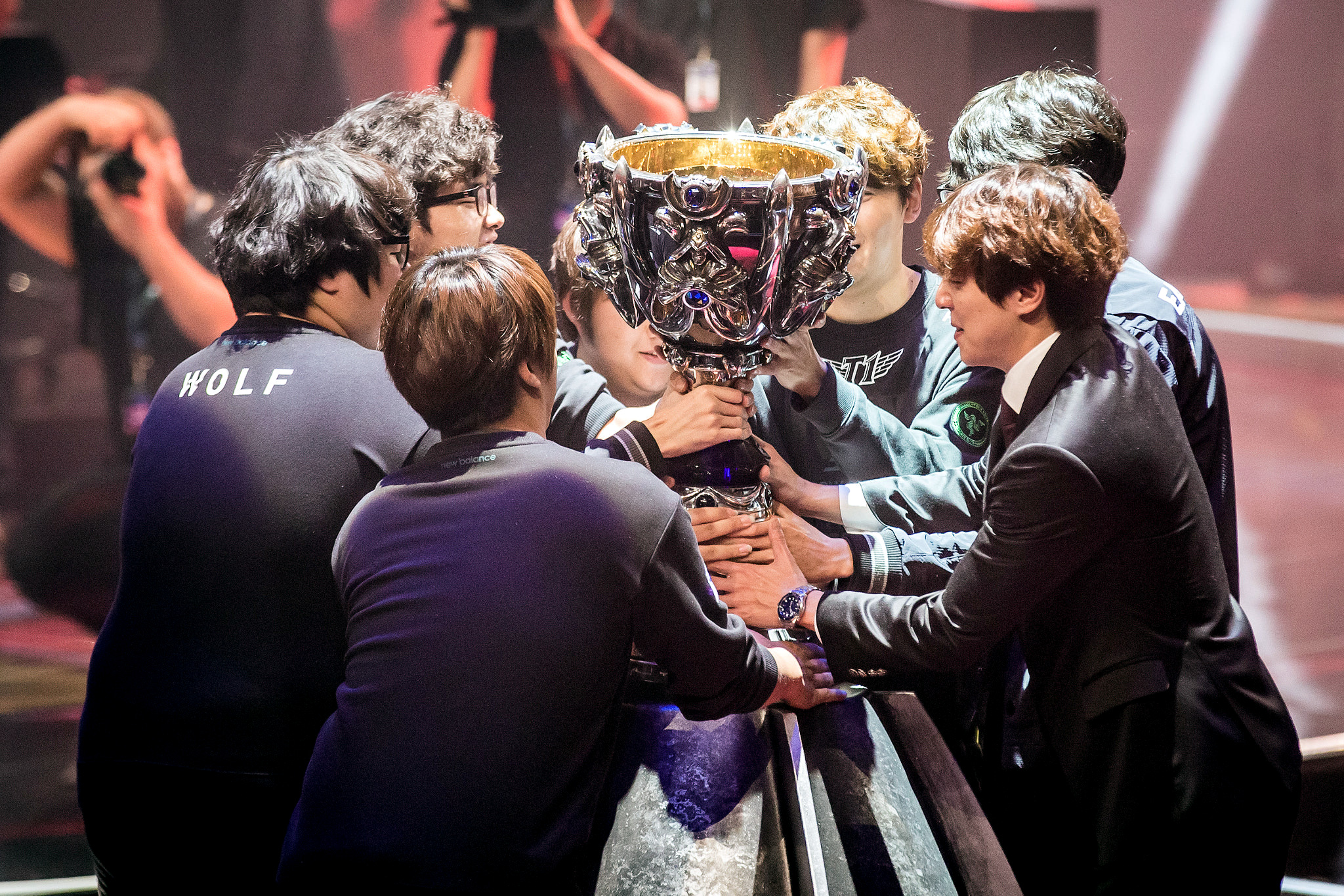
2015 월드 챔피언십 우승 사진.

#### 선수

##### 2013년
- 이엠텍 NLB 스프링 2013 준우승

##### 2014년
- SK텔레콤 LTE-A LoL 마스터즈 2014 준우승

##### 2015년
- 스베누 리그 오브 레전드 챔피언스 코리아 스프링 2015 우승
- 리그 오브 레전드 미드 시즌 인비테이셔널 2015 준우승
- 스베누 리그 오브 레전드 챔피언스 코리아 서머 2015 우승
- 리그 오브 레전드 월드 챔피언십 2015 우승
- 2015 대한민국 e스포츠 대상 서포터 부문 인기상

##### 2016년
- IEM 시즌 10 월드 챔피언십 우승
- 롯데 꼬깔콘 리그 오브 레전드 챔피언스 코리아 스프링 2016 우승
- 리그 오브 레전드 미드 시즌 인비테이셔널 2016 우승
- 리그 오브 레전드 월드 챔피언십 2016 우승
- 2016 대한민국 e스포츠 대상 서포터 부문 인기상

##### 2017년
- 리그 오브 레전드 챔피언스 코리아 스프링 2017 우승
- 리그 오브 레전드 미드 시즌 인비테이셔널 2017 우승
- 리그 오브 레전드 미드 시즌 인비테이셔널 2017 결승 MVP
- 리프트 라이벌즈 2017 준우승
- 리그 오브 레전드 챔피언스 코리아 서머 2017 준우승
- 리그 오브 레전드 월드 챔피언십 2017 준우승

##### 2018년
- 리프트 라이벌즈 2018 준우승
- e-스포츠 명예의 전당 히어로즈

##### 2019년
- 터키 챔피언스 리그 2017 윈터 준우승
- 터키 챔피언스 리그 2017 윈터 올프로팀
- 터키 챔피언스 리그 2017 서머 준우승

##### 2021년
- e-스포츠 명예의 전당 아너스

#### 지도자

##### 2023년
- 2022년 항저우 아시안 게임 e스포츠 리그 오브 레전드 금메달 (대한민국)